# Biotinesulfoxide
Biotinesulfoxide is een organische verbinding die ontstaat wanneer biotine in de aanwezigheid van zuurstofgas wordt blootgesteld aan UV-licht. Onder invloed van een sterke oxidator kan biotinesulfoxide verder reageren tot biotinesulfon.